# Dalila Douifi
Dalila Douifi (Torhout, 17 februari 1970) is een voormalig Belgisch politica voor sp.a.

## Levensloop
Douifi, dochter van een Algerijnse vader en een Belgische moeder, studeerde in 1991 af als regentes Frans-Geschiedenis-Moraal aan het Hoger Pedagogisch Instituut in Brugge en behaalde datzelfde jaar een pedagogisch certificaat aan de Université Stendhal te Grenoble. Van 1991 tot 1995 werkte Douifi als lerares, een beroep dat ze van 2010 tot 2011 opnieuw opnam. In 2011 werkte ze tevens een tijdlang als coördinator in een onthaalklas voor anderstalige nieuwkomers (OKAN) in Roeselare. 
Ze werd politiek actief voor de toenmalige SP en werkte tussen 1995 en 1999 als woordvoerder van de federale ministers van Binnenlandse Zaken Johan Vande Lanotte, Louis Tobback en Luc Van den Bossche. Na de verkiezingen van juni 1999 kwam Douifi in juli dat jaar als opvolger van Vlaams minister Renaat Landuyt voor het arrondissement Brugge in de Kamer van volksvertegenwoordigers terecht. Ze bleef er zetelen tot in juni 2010, vanaf 2003 als gekozene voor de kieskring West-Vlaanderen. In de Kamer zetelde ze van 1999 tot 2003 in het adviescomité voor Maatschappelijke Emancipatie, van 2002 tot 2010 in de commissie Naturalisaties en van 2003 tot 2007 in de commissie Landsverdediging en van 2003 tot 2010 in de commissie Bedrijfsleven.
In juni 2010 stond ze als derde opvolger op de senaatslijst van haar partij. Na een stoelendans kwam ze op 6 december 2011 in de Senaat, als opvolger van Johan Vande Lanotte, die minister werd. Douifi was er van 2011 tot 2014 lid van de commissie Binnenlandse Zaken, zetelde in 2012 in de commissie Justitie en maakte van 2012 tot 2014 deel uit van de commissies Buitenlandse Betrekkingen en Landsverdediging en Sociale Aangelegenheden.
Daarnaast zetelde ze van januari 1995 tot november 2014 in de gemeenteraad van Torhout, waar ze bekendstond om de vele commentaren die ze gaf op het bestuur. Ze was er fractieleider van de oppositie sp.a-Groen. In 2012 trok ze de sp.a-lijst voor de provincieraadsverkiezingen, ze besloot echter niet te zetelen. 
In mei 2014 verscheen ze niet meer op de sp.a-lijsten voor de wetgevende verkiezingen, wat het einde betekende van haar activiteiten in de nationale politiek. Later in het jaar 2014 stapte Dalila volledig uit de politiek en zette ze een punt achter twintig jaar politieke activiteiten. "Ik wil mijn gedachten terug vrij en een punt zetten achter de partijpolitiek" liet ze noteren.
In april 2015 werd ze professioneel actief als stafmedewerker PR en Communicatie bij het AZ Sint-Rembert te Torhout, dat in 2018 opging in het Algemeen Ziekenhuis Delta. In april 2016 werd ze ook terug vakleerkracht Frans bij Leerwijzer, een privéschool voor lager en secundair onderwijs in Oostduinkerke. Sinds november 2018 werkt Dalila als diensthoofd communicatie van de gemeente Zedelgem.
Douifi is ridder in de Leopoldsorde, ere-parlementslid en ere-gemeenteraadslid van de stad Torhout.